# 손곡중학교
손곡중학교(蓀谷中學校)는 대한민국 경기도 용인시 수지구 동천동에 있는 공립 중학교이다.

## 학교 연혁
- 2004년 1월 16일 : 손곡중학교 30학급 설립인가
- 2004년 3월 1일 : 손곡중학교 개교(7학급)
- 2004년 3월 1일 : 초대 정찬영 교장 취임
- 2004년 3월 4일 : 제1회 입학식(신입생 5학급 174명)
- 2023년 3월 1일 : 제7대 김신규 교장 취임
- 2023년 12월 29일 : 제20회 졸업식(217명 졸업, 누계 4,407명)
- 2024년 3월 4일 : 제21회 입학식(7학급 224명 입학)

## 참고 자료
- 손곡중학교 - 한국교육학술정보원 학교알리미